# Мини-Тет (1968)

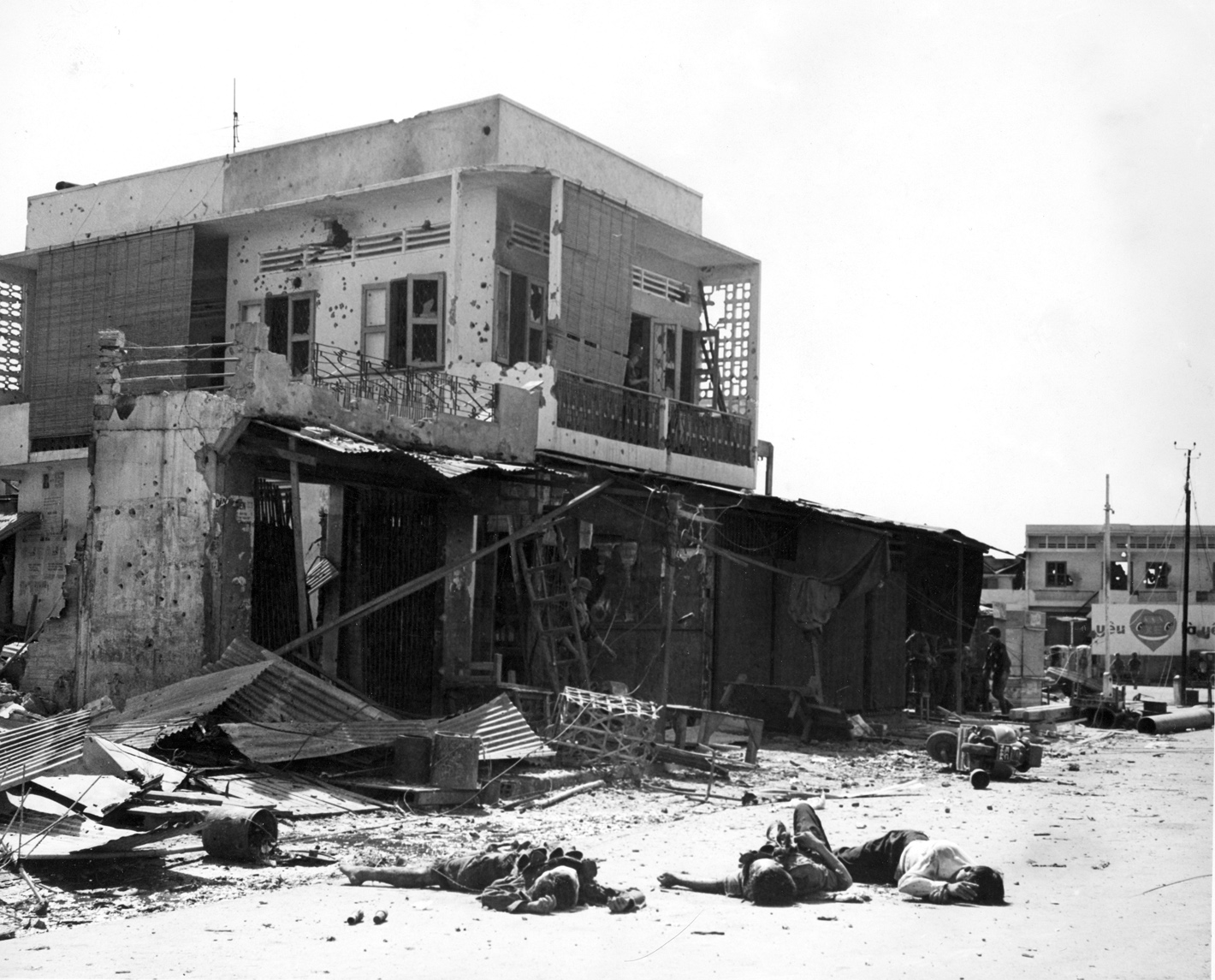
Погибшие северовьетнамские солдаты в районе Таншоннят, май 1968 года

Мини-Тет — использующееся американскими авторами название наступления коммунистических сил во время войны во Вьетнаме в мае 1968 года.
После консультаций с представителями других фронтов политбюро КПВ приказало высшему командованию армии разработать план нового наступления.
«Мини-Тет» получил название за то, что по масштабам операций уступал Тетскому наступлению (январь—февраль 1968 года), однако ещё преследовал некоторые стратегические цели. Наступление началось 5 мая 1968 года и продолжалось до конца месяца. Важнейшие события развернулись в китайском квартале Сайгона, который был частично захвачен силами НФОЮВ. После нескольких дней уличных боёв наступавшие были выбиты из Тёлона. Вторая фаза наступления началась 25 мая и продлилась до начала июня. «Мини-Тет» не достиг каких-либо значительных военных успехов.

## Битва за Кхамдык
Главной целью НФОЮВ в южном I корпусе было уничтожение лагеря спецназа Кхамдык в западной области провинции Куангтин для создания пути проникновения из Лаоса в долину Куэшон. США изначально планировали нарастить силы для масштабного сражения за Кхамдык, затем они решили отвести силы, чтобы избежать возможной длительной осады, подобно недавно закончившейся осаде Кхешаня. Сражение, длилось с 10 по 12 мая, НФОЮВ удалось захватили аванпосты, окружавшие Кхамдык, они преследовали отступающие силы армии США и ARVN. В битве за зону высадки «Центр» 31-й пехотный полк НФОЮВ потерял 365 человек убитыми.